# Niedersächsisches Landesgesundheitsamt
Das Niedersächsische Landesgesundheitsamt (NLGA) ist eine zentrale Fachbehörde des Landes Niedersachsen für übertragbare und nichtübertragbare Erkrankungen sowie Gesundheitsrisiken der Bevölkerung.

## Beschreibung
Ds Niedersächsische Landesgesundheitsamt ist dem Niedersächsischen Ministerium für Soziales, Arbeit, Gesundheit und Gleichstellung nachgeordnet. Gesetzliche Grundlage ist das Niedersächsische Gesetz über den öffentlichen Gesundheitsdienst (NGöGD). Das NLGA ist Teil des Öffentlichen Gesundheitsdienstes in Niedersachsen zusammen mit den kommunalen Gesundheitsbehörden/Gesundheitsämtern. Sitz der Behörde ist Hannover; ein weiterer Standort mit dem Arbeitsschwerpunkt Wasserhygiene befindet sich in Aurich.

## Geschichte
Das NLGA wurde durch Beschluss der Niedersächsischen Landesregierung am 1. Juli 1995 gegründet. Die zu diesem Zeitpunkt bestehenden acht Medizinaluntersuchungsämter in Niedersachsen wurden aufgelöst, bzw. an den Standorten Hannover und Aurich in das Landesgesundheitsamt überführt. 1997 erfolgte eine Neuausrichtung und Neustrukturierung des NLGA. Als neue Aufgabenschwerpunkte wurden die Umweltmedizin und die Epidemiologie sowie die Fort- und Weiterbildung festgeschrieben. Im Jahr 2000 wurde mit Gründung des Epidemiologischen Krebsregisters Niedersachsen (EKN) die Vertrauensstelle im NLGA angesiedelt. 2006 wurde das Zentrum für Gesundheits- und Infektionsschutz (ZGI) als zentrale medizinische Beratungs- und Koordinierungsstelle Niedersachsens für gesundheitliche Krisensituationen im Großschadens- und Katastrophenfall mit einer 24/7-Erreichbarkeit eingerichtet.

## Aufgaben
- Durchführung von mikrobiologischen, umweltmedizinischen und wasserhygienischen Untersuchungen einschließlich krankenhaushygienischer Analysen.
- Auswertung von Daten z.  B. zur Verbreitung von Infektionskrankheiten, zur Trinkwasserqualität und zu Schuleingangsuntersuchungen.
- Konzeption und Durchführung von Fortbildungsveranstaltungen für Berufsgruppen des Gesundheitswesens.
- Fachliche Beratung des Öffentlichen Gesundheitsdienstes und medizinischer Einrichtungen (z.  B. Krankenhäuser) sowie Berufsgruppen des Gesundheitswesens.
- Information der Öffentlichkeit und der Fachöffentlichkeit zu Gesundheitsthemen mit Public Health-Relevanz.

## Struktur
Das NLGA ist gegliedert in sechs Abteilungen:
- Zentrale Aufgaben
- Infektionsepidemiologie und -surveillance
- Mikrobiologie und Virologie
- Hygiene und Umweltmedizin
- Wasserhygiene
- Gesundheitsmonitoring und Prävention

und vier Stabsstellen:
- Presse- und Öffentlichkeitsarbeit
- Qualitätsmanagement
- Zentrum für Gesundheits- und Infektionsschutz (ZGI)
- Informationssicherheit